# João Rodrigues (músic)
João Rodrigues fou un monjo i músic portuguès nascut a finals del segle xv. Va ser vicari de l'església de Santa Maria de Marvao i va escriure un Arte do canto châo (1560), el manuscrit del qual es conserva en una biblioteca particular de Lisboa.